# Cape-Hillsborough-Nationalpark
Der Cape-Hillsborough-Nationalpark (englisch Cape Hillsborough National Park) ist ein Nationalpark im Osten des australischen Bundesstaates Queensland. Er liegt 837 Kilometer nordwestlich von Brisbane und rund 40 Kilometer nordnordwestlich von Mackay.
Der Park liegt auf einer Halbinsel vulkanischen Ursprungs, die hauptsächlich mit Regenwald bewachsen ist. Ihre höchste Erhebung liegt 267 Meter über dem Meer.
Am National Park Day 2010 (28. März 2010) fügte die Staatsregierung von Queensland weitere 2,04 Quadratkilometer dem Parkgelände hinzu, das jetzt etwas mehr als elf Quadratkilometer groß ist.
In der Nachbarschaft liegen die Nationalparks Newry Islands, Reliance Creek, Mount Ossa und Pioneer Peaks.